# Emmanuel-Charles Bénézit
Pour les articles homonymes, voir Bénézit.
Emmanuel-Charles Bénézit né à Paris le 28 novembre 1887 et mort à Hyères le 27 octobre 1975 est un peintre, dessinateur, graveur et historien de l'art français.
Il est le fils d'Emmanuel Bénézit, propriétaire de galeries d’art à Paris et créateur du Dictionnaire Bénézit, et l'époux de Marie Salomé Spehner-Bénézit, artiste peintre.

## Biographie
Son grand-père, Charles Bénézit, musicien, est un ami proche de Victor Hugo, qu'il accompagne en exil à Jersey. Son père est Emmanuel Bénézit, créateur du Dictionnaire Bénézit et propriétaire de plusieurs galeries d'art à Paris.
Emmanuel-Charles Bénézit naît ainsi dans une famille aisée et cultivée. Il passe son enfance dans la galerie de son père, où transitent des artistes tels que Victor Hugo ou Vincent Van Gogh, et tisse de forts liens avec Camille Pissarro et Alfred Sisley, qui rendent de fréquentes visites dans la maison de son enfance,. Il fréquente assidûment le musée du Louvre et est impressionné par les grands maîtres et plus particulièrement Nicolas Poussin et les Vénitiens.
Il se marie avec Marie Salomé Spehner (1870-1950), son élève de dessin rencontrée au Louvre.
Il prend part à la Première Guerre mondiale, mais est réformé en 1915 à cause d'une grave infection pulmonaire ; il quitte alors Paris et s'installe à Gassin puis à Bormes-les-Mimosas, où il crée un musée en 1926, dans le Sud-Est de la France. En 1930, il part pour Hyères. Il vit modestement, passionné par son travail : un temps conservateur bénévole du musée de la ville, il s’occupe activement des rééditions du Dictionnaire Bénézit, il dessine, il peint jusqu'à sa mort survenue le 17 octobre 1975,.

### Le peintre

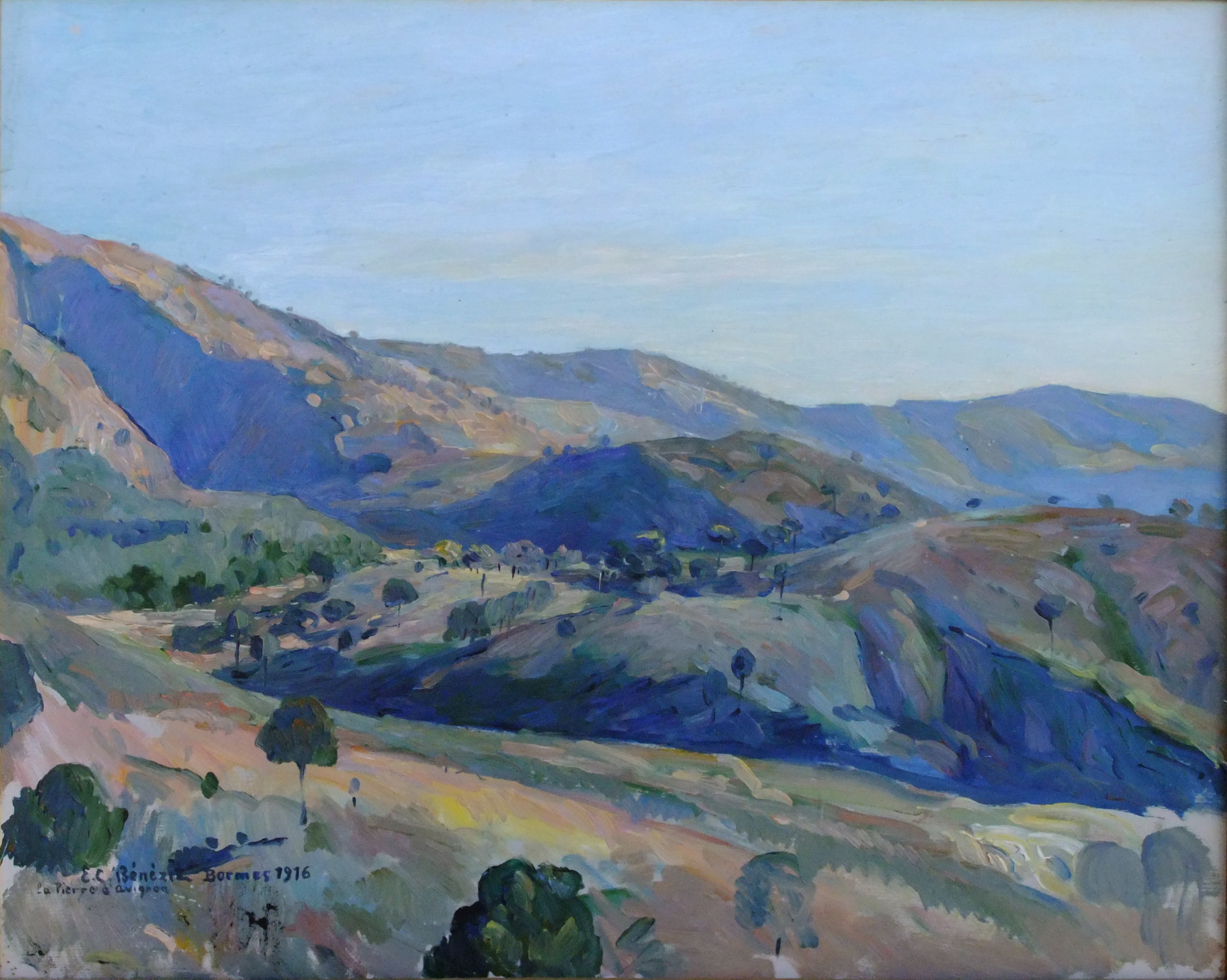
La pierre d'Avenon (1916), à Bormes-les-Mimosas, par Benezit.

Emmanuel-Charles Bénézit pratique la peinture dès l'âge de six ans. Sa technique varie beaucoup au long de sa carrière, mais elle conserve certaines constantes comme la richesse des paysages bucoliques, avec des ciels complexes et une relation harmonieuse entre l'Homme et la nature.
Libre des contraintes matérielles, il peut se consacrer à son art. Il obtient un certain succès dans les Salons parisiens, exposant au Salon des indépendants de 1907 à 1928, au Salon d'automne de 1922 à 1933, et au Salon des Tuileries de 1926 à 1938,,. Une importante exposition à la galerie Gérard en 1938 lui vaut une excellente critique de Louis Vauxcelles.
Il part cependant en Provence pour des problèmes de santé en 1915. Il y découvre la lumière du Midi et le mistral qui semblent rapprocher jusqu'au premier plan les paysages éloignés ; il commence alors à y étudier la nature au travers de la lumière.
Son œuvre (huiles, aquarelles, dessins) comporte deux aspects : il travaille sur le motif, mais puise également son inspiration dans son imaginaire. D’où une grande richesse et une étonnante variété de sujets dans son œuvre, originale et puissante qui trouve son unité dans le style : son style, c’est la maîtrise du dessin, qui lui permet d’accéder à l’expression intense du caractère des choses. Pour chaque tableau, pour chaque type d’émotion qui l’étreint, « il choisit dans son arsenal les moyens les mieux adaptés à sa traduction en termes plastiques. »
À la maîtrise du dessin il faut ajouter celle de la couleur, qui peut être intense ou douce et subtile ; il faut noter l’exactitude d’accords imprévus et audacieux, la juxtaposition des valeurs, le frottis délicat ou la somptuosité de la pâte. « Ses dessins, sa peinture figurative ou abstraite, sont la manifestation d’un artiste à la production multiforme et fascinante. »

### LeDictionnaire Bénézit
Il collabore avec son père à l'élaboration du célèbre Dictionnaire Bénézit — de son nom complet Dictionnaire des peintres, sculpteurs, dessinateurs et graveurs de tous les temps et de tous les pays —, dont la première publication a lieu de 1911 à 1923, puis il continue l’œuvre familiale. Devenu ouvrage de référence, il fait l'objet de rééditions régulières par les Éditions Gründ jusqu'en 1999 (édition en anglais, 2000). Il est consultable en ligne via souscription sur Oxford Art Online.

## Conservation et expositions posthumes
Son œuvre est exposé pour une rétrospective au Salon d'automne de Paris de 1989 et dans plusieurs musées en France.
L’Association des amis de Bénézit a organisé des expositions :
- 2002 : Saint-Rémy-de-Provence au Centre d'art Présence Van Gogh[10] ;
- 2002 : Bormes-les-Mimosas, au MHAB (musée d'Histoire et d'Art local)[11] ;
- 2005 : Hyères-les-Palmiers, rétrospective (œuvres figuratives et compositions d’imagination)[12] ;
- 2022 : Bormes-les-Mimosas, au MHAB pour sa réouverture[13].

Ses peintures et dessins sont pour la plupart conservés dans des collections particulières dans divers pays.